# Institutul Central de Fizică
Institutul Central de Fizică (ICEFIZ) a fost un consorțiu din România, creat în 1973, încorporând entitățile din țară care se ocupau de cercetări în fizică, printre care și Institutul de Fizică Atomică (IFA) și Institutul de Fizică București (IFB).
În anul 1977, institutul a fost organizat în mai multe unități care se ocupau de cercetare în diferite domenii: Institutul de Fizică și Inginerie Nucleară (IFIN), Institutul de Fizică și Tehnologia Aparatelor cu Radiații (IFTAR), Institutul de Fizică și Tehnologia Materialelor (IFTM), Institutul de Gravitație și Știinte Spațiale (IGSS), și altele.
În anul 1990, ICEFIZ a fost înlocuit de un IFA extins, înglobând toate celelalte institute din Măgurele: IFIN, IFTAR, IFTM, IGSS, IOEL, CFPS, precum și institutele din Cluj-Napoca - tehnologii izotopice și moleculare; Iași - fizică tehnică; Râmnicu Vâlcea - apă grea.